# Panch Mahals
Panch Mahals är ett distrikt i den indiska delstaten Gujarat. Här finns Champaner-Pavagadhs arkeologiska park. Yta 5 219,9 km². Huvudort är Godhra, nordöst om Baroda.